# Yoann Gourcuff
Yoann Miguel Gourcuff (wym. [joan ɡuʁkyf]; ur. 11 lipca 1986 w Ploemeur) – francuski piłkarz. Gra głównie jako ofensywny pomocnik, lecz może także występować jako cofnięty napastnik. Przez swój styl gry porównywany jest do Zinedine’a Zidane’a.
Jest synem Christiana Gourcuffa, selekcjonera reprezentacji Algierii, byłego szkoleniowca FC Lorient. W tym właśnie klubie Yoann rozpoczynał swoją karierę. Następnie przeszedł do Stade Rennais, gdzie wcześniej występował jego ojciec. Po kilkunastu występach w zespołach juniorskich Gourcuff zadebiutował w pierwszym zespole i szybko stał się podstawowym zawodnikiem. Wtedy jego pozyskaniem zaczęły się interesować renomowane zagraniczne kluby. Ostatecznie Gourcuff wybrał ofertę włoskiego Milanu. Z zespołem tym osiągnął wiele sukcesów, jednak sam grał rzadko i nie spełnił pokładanych w nim nadziei. W 2008 roku wypożyczono go do Bordeaux. Gourcuff z miejsca stał się pierwszoplanową postacią drużyny i zdobył z nią mistrzostwo kraju. Sam został uznany najlepszym graczem ligowych rozgrywek, a działacze Bordeaux zdecydowali się wykupić go z Milanu na stałe.
Debiut Gourcuffa w reprezentacji miał miejsce w sierpniu 2008 roku. Dwa miesiące później w spotkaniu z Rumunią zdobył swojego pierwszego gola w kadrze. Od momentu gdy stał się częścią zespołu narodowego, selekcjoner Raymond Domenech ustawiał go na pozycji rozgrywającego, gdzie wcześniej występowała legenda trójkolorowych Zinédine Zidane.

## Dzieciństwo i rodzina
Gourcuff urodził się 11 lipca 1986 roku w Plomeur, w Morbihan w Bretanii, jako syn Bretończyków, Marine Thalouarn i Christiana Gourcuffa. Pochodzi ze sportowej rodziny: jego matka grała w koszykówkę, ojciec był piłkarzem (grał w klubach francuskich, szwajcarskich i kanadyjskich), a od 2003 roku jest szkoleniowcem Lorient (wcześniej prowadził m.in. Lorient, Le Mans, Rennes oraz Al-Gharafa), natomiast brat Erwan jest pływakiem oraz kolarzem.
W młodości Gourcuff trenował piłkę nożną oraz tenisa. W tej drugiej dyscyplinie był najlepszym graczem w swojej grupie wiekowej (12 lat) w klubie. Ostatecznie jednak wybrał grę w futbol.

## Kariera

### Początki
Swoją karierę Gourcuff zaczął w FC Lorient, gdzie wówczas trenerem był jego ojciec. W czasie gry w Lorient trenował również w Pôle Espoirs Football de Ploufragan, regionalnej wersji Narodowej Akademii Piłkarskiej Clairefontaine. Gdy w 2001 roku jego ojciec opuścił klub i przeniósł się do Stade Rennais, do tego klubu przeszedł także Yoann. Sam Gourcuff podpisał kontrakt élite (młodzieżowy), mimo iż wcześniej pertraktował z FC Nantes. W tym samym czasie szkoleniowiec Arsenalu Arsène Wenger starał się, aby Gourcuff przeszedł do jego zespołu, jednak bezskutecznie. W 2003 roku z młodzieżową drużyną Rennes Gourcuff zdobył juniorski puchar Coupe Gambardella. W finałowym meczu przeciwko Strasbourgowi zakończonym wynikiem 4-1 strzelił gola.
W listopadzie 2003 roku Gourcuff podpisał swój pierwszy profesjonalny kontrakt i w drugiej połowie sezonu 2003/2004 awansował do składu pierwszego zespołu. W lidze zadebiutował 7 lutego 2004 roku w przegranym 0-2 spotkaniu z AJ Auxerre, wchodząc na boisko 76. minucie. W sezonie 2003/2004 rozegrał jeszcze osiem spotkań, w tym wygrany 3-1 mecz z Girondins Bordeaux, gdy po raz pierwszy wyszedł na boisko w podstawowym składzie. Przed rozpoczęciem sezonu 2005/2006 Gourcuff otrzymał koszulkę z numerem 10. W ligowych rozgrywkach rozegrał 36 spotkań i zdobył sześć goli. W wygranym 2-0 meczu z AS Monaco strzelił swoją pierwszą bramkę w zawodowej karierze. W linii pomocy partnerował najczęściej Francuzowi Olivierowi Monterrubio i Szwedowi Kimowi Källströmowi. Rennes zakończyło sezon na 7. miejscu w tabeli Ligue 1 i awansowało do Pucharu Intertoto.

### Milan
Po udanych występach nazwisko Gourcuffa zaczęto wymieniać w kontekście transferów do zagranicznych zespołów, m.in. do holenderskiego Ajaksu Amsterdam, hiszpańskiej Valencii i angielskiego Arsenalu, lecz ostatecznie w 2006 roku piłkarz trafił do włoskiego klubu A.C. Milan. Mediolańczycy zapłacili za niego 3,5 miliona €, zaś sam zawodnik podpisał pięcioletni kontrakt. Jego oficjalny debiut w barwach Rossonerich miał miejsce 9 sierpnia w spotkaniu trzeciej rundy kwalifikacyjnej Ligi Mistrzów przeciwko Crvenej Zvezdzie Belgrad, gdy w 81. minucie zmienił na boisku Andreę Pirlo. Swojego pierwszego gola dla Milanu zdobył w pierwszym spotkaniu fazy grupowej Ligi Mistrzów przeciwko AEK Ateny.
W ciągu dwóch lat pobytu w Milanie Gourcuff rozegrał 36 spotkań ligowych, lecz w 23 z nich był wprowadzany z ławki rezerwowych. Jego powolny rozwój w klubie był spowodowany głównie kontuzjami, a na domiar wszystkiego menadżer Carlo Ancelotti krytykował Francuza za rzekome problemy z psychiką. O miejsce w składzie Gourcuff konkurował bezpośrednio z reprezentantem Brazylii i Piłkarzem Roku FIFA 2007 Kaką, dlatego też nie miał większych szans na grę. W 2007 roku wygrał z Milanem rozgrywki Ligi Mistrzów. Był także w składzie zespołu, który w 2007 roku zdobył Superpuchar Europy i zwyciężył w Klubowych Mistrzostwach Świata.
Po zakończeniu sezonu 31 maja 2008 roku Adriano Galliani ujawnił, że Milan postanowił wypożyczyć Gourcuffa na cały sezon 2008/2009 do zespołu francuskiej Ligue 1, Girondins Bordeaux, aby zawodnik miał więcej szans na grę.

### Bordeaux
W Bordeaux Gourcuff szybko zapewnił sobie miejsce w pierwszym składzie. Zadebiutował w wygranym 2-1 spotkaniu przeciwko SM Caen, w którym zdobył jedną z bramek, a wkrótce po tym wywalczył z Żyrondystami drugi w historii klubu Superpuchar Francji. Zdobył także czwartego oraz asystował przy trzecim golu w wygranym przez Bordeaux 4-0 finale Pucharu Ligi Francuskiej przeciwko Vannes. Strzelił dwie bramki w spotkaniach fazy grupowej Ligi Mistrzów przeciwko Romie i Klużowi. 11 stycznia 2009 roku w wygranym 4-0 spotkaniu przeciwko Paris Saint-Germain zdobył gola, który został później uznany przez francuskich kibiców za bramkę sezonu.

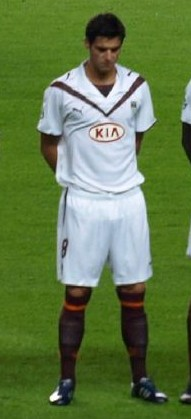
Gourcuff przed jednym ze spotkań

W ciągu następnych dwóch tygodni Gourcuff zdobył swoją piątą i szóstą bramkę w barwach klubu, pierwszą w wygranym 2-1 meczu z FC Nantes, a drugą w zremisowanym 2-2 spotkaniu z Lille OSC. Następnie, po kolejnych siedmiu tygodniach bez gola, Gourcuff zdobył jednego gola w spotkaniu z będącym w strefie spadkowej Le Havre AC. W 33. kolejce zdobył dwa pierwsze w swojej karierze gole przeciwko swojej byłej drużynie – Rennes. Było to zarazem jego ósme i dziewiąte trafienie w sezonie. W ciągu następnych trzech tygodni Gourcuff podtrzymał swoją formę strzelecką i zdobywał po golu we wszystkich trzech kolejnych meczach, przeciwko FC Sochaux-Montbéliard, Valenciennes FC i Le Mans FC. Bordeaux wygrało wszystkie trzy spotkania i na koniec sezonu zajęło pierwsze miejsce w lidze. Był to szósty tytuł mistrzowski w historii klubu. Oprócz tego francuski klub zdobył również Puchar Ligi. Gourcuff zdobył w ligowych rozgrywkach 12 bramek i dzięki swojej postawie w sezonie 2008/2009 otrzymał tytuł zawodnika roku Ligue 1. Znalazł się również w jedenastce sezonu ligi oraz został wybrany przez magazyn „France Football” młodym piłkarzem roku.
Po sezonie 2008/2009 wydawało się, że Gourcuff po powrocie do Milanu w sezonie 2009/2010 zacznie odgrywać większą rolę w drużynie. Kierownictwo Bordeaux oświadczyło jednak, iż zapłaci wpisane wcześniej w klauzuli wypożyczenia 15 milionów € i wykupi kartę Francuza na stałe. Generalny menadżer Milanu Adriano Galliani i nowy trener Leonardo próbowali przekonać Gourcuffa do powrotu. 28 maja ogłoszono, że zawodnik został pełnoprawnym graczem Bordeaux i definitywnie opuścił Milan. Gourcuff podpisał z klubem czteroletni kontrakt za nieujawnioną kwotę. Zdaniem mediów Bordeaux zapłaciło za transfer około 13–15 milionów €.
Sezon 2009/2010 Girondins Bordeaux rozpoczął od zwycięstwa 2-0 z Guingamp i zdobycia Superpucharu Francji. Sam Gourcuff otrzymał za swój występ tytuł najlepszego zawodnika meczu. Dwa tygodnie później zdobył dwa gole w otwierającym sezon ligowym spotkaniu z RC Lens. Ostatecznie Bordeaux wygrało ten mecz 4-1. Dzięki temu zwycięstwu klub Francuza ustanowił rekord kolejnych 12 wygranych spotkań z rzędu. W październiku 2009 roku „France Football” nominował zawodnika do Złotej Piłki. 23 sierpnia zdobył kolejnego gola, tym razem w wygranym 4-0 meczu z OGC Nice.

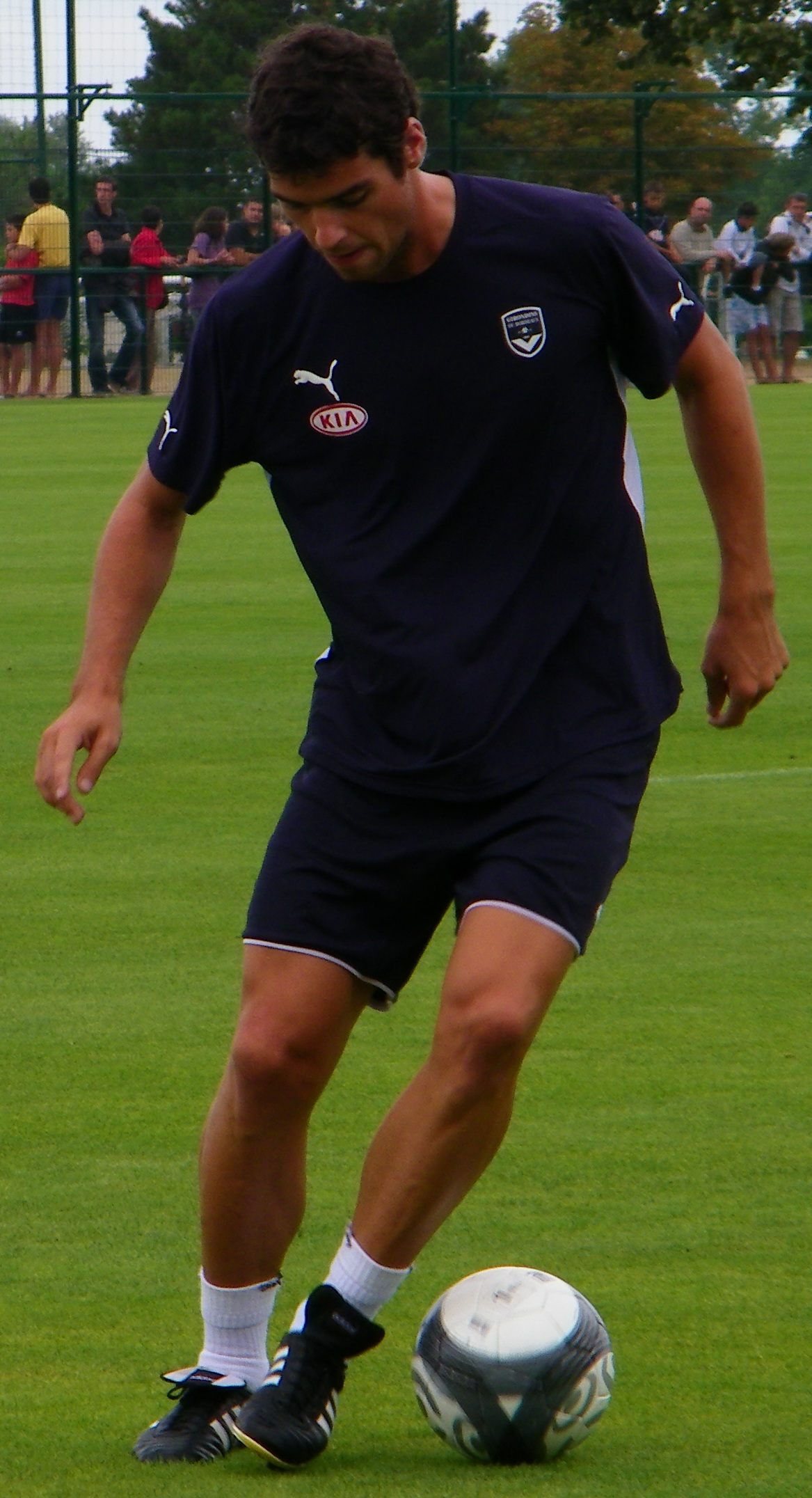
Gourcuff podczas treningu

W zremisowanym 1-1 spotkaniu Ligi Mistrzów przeciwko włoskiemu Juventusowi Gourcuff zaliczył asystę przy jedynym golu dla Bordeaux zdobytym przez Jaroslava Plašila. 30 września w wygranym 1-0 meczu z izraelskim Maccabi Hajfa Francuz doznał urazy pachwiny, który wyeliminował go z gry w dwóch kolejnych spotkaniach klubu i w jednym meczu reprezentacji. Powrócił dopiero na mecz z niemieckim Bayernem Monachium. W pierwszym meczu z tym zespołem, wygranym przez Bordeaux 2–1, Gourcuff zmarnował rzut karny, jednakże w drugim spotkaniu, rozgrywanym na Allianz Arena, zdobył bramkę na 1-0. zaś ostatecznie jego klub wygrał z Bayernem 2-0. Ostatecznie Bordeaux zakończyło fazę grupową Ligi Mistrzów jako niepokonane.
Przez cały listopad i na początku grudnia Gourcuff zanotował lekki spadek formy i w tym okresie nie zdobył żadnego gola ani żadnej asysty. Menadżer Laurent Blanc stwierdził później, że po wyleczeniu kontuzji Gourcuff nie czuł się zbyt pewnie i to m.in. było powodem tego, że 16 listopada w wygranym 1–0 meczu Montpellier HSC zawodnik po raz drugi w sezonie zmarnował rzut karny. Jednakże trzy dni później Francuz zdobył w końcu gola i, jak na ironię, stało się to podczas meczu z FC Lorient, które prowadzone było wówczas przez jego ojca. 20 grudnia został wybrany przez magazyn France Football piłkarzem roku 2009 we Francji i w plebiscycie tym wyprzedził takich zawodników jak Nicolas Anelka, Hugo Lloris, Thierry Henry, czy Franck Ribéry, który wcześniej dwukrotnie otrzymywał ten tytuł. 23 lutego Gourcuff zaliczył asystę przy golu Michaëla Cianiego, który dał Bordeaux wygraną 1-0 nad greckim Olympiakosem w spotakniu 1/8 finału Ligi Mistrzów. W meczu rewanżowym z tym klubem Francuz zdobył gola otwierającego wynik już w 5. minucie uderzeniem z rzutu wolnego. Ostatecznie jego zespół wygrał to spotkanie 2-1, a cały dwumecz 3-1.

## Kariera reprezentacyjna
Swoją karierę reprezentacyjną Gourcuff rozpoczął w juniorskich zespołach narodowych. W sierpniu 2001 roku został powołany przez trenera Pierre’a Mankowskiego do reprezentacji Francji U-16 na konsultację szkoleniową, która odbyła się w Clairefontaine. Następne powołanie otrzymał rok później, tym razem do reprezentacji Francji U-17 na towarzyski mecz z Hiszpanią. Od tamtej pory zaczął być regularnie powoływany do reprezentacji U-17, nie awansował z nią jednak na mistrzostwa Europy w 2003 roku. W kadrze do lat 19 zagrał na mistrzostwach Europy w 2005 roku. Wcześniej, w eliminacjach do tego turnieju Gourcuff zdobył gole przeciwko Armenii (1. runda eliminacyjna) i Hiszpanii (2. runda eliminacyjna). Co więcej, gol strzelony Hiszpanom był zwycięski i zagwarantował Francuzom awans do turnieju. W samych mistrzostwach Gourcuff zdobył hat-tricka (dwa gole z rzutów karnych i jeden z gry) w wygranym 3-1 spotkaniu z Norwegią. Oprócz tego asystował przy dwóch bramkach zdobytych w wygranym 3-2 półfinałowym spotkaniu z Niemcami i rozegrał pełne 90 minut w finale przeciwko Anglii. Francja wygrała ten mecz 3-1 i zdobyła swój szósty tytuł Mistrza Europy do lat 19, natomiast dla Gourcuffa było to pierwsze zdobyte przez niego międzynarodowe trofeum.

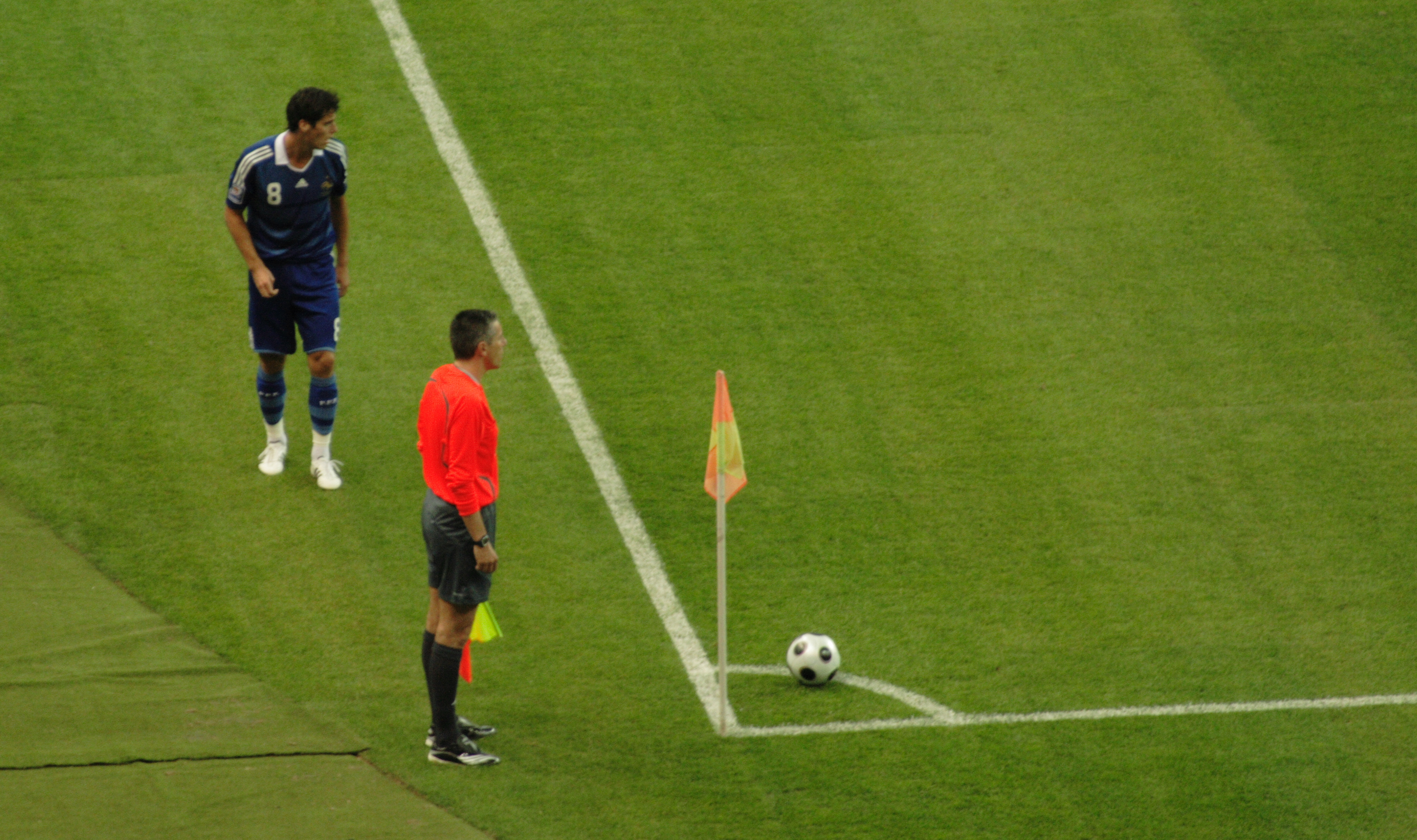
Gourcuff wykonujący rzut rożny w spotkaniu z Serbią

Gourcuff był regularnie powoływany do reprezentacji Francji do lat 21 i rozegrał w niej 18 spotkań, w których zdobył 4 gole.
11 sierpnia 2008 roku Gourcuff został po raz pierwszy powołany do dorosłej kadry, a 20 sierpnia zadebiutował w towarzyskim spotkaniu ze Szwecją. W pojedynku tym został wprowadzony na boisku w 92. minucie, zaś Francja wygrała 3-2. Swojego pierwszego gola dla drużyny narodowej zdobył 11 października 2008 roku w spotkaniu eliminacyjnym do mistrzostw świata w 2010 roku przeciwko Rumunii, gdy to silnym strzałem z 30 metrów zapewnił Francji remis 2-2. Od spotkania z Serbią, które odbyło się miesiąc przed meczem z Rumunią, selekcjoner Raymond Domenech wystawiał Gourcuffa na pozycji ofensywnego pomocnika ustawionego tuż za napastnikiem. Wtedy wielu ekspertów twierdziło, że od czasu gdy po mistrzostwach świata w 2006 roku karierę zakończył Zinédine Zidane, nie było zawodnika, który by go tak świetnie zastąpił.

## Statystyki kariery

### Klub
| Sezon   | Klub               | Kraj    | Rozgrywki | Mecze | Bramki | Rozgrywki Europy          | Mecze | Bramki |
| ------- | ------------------ | ------- | --------- | ----- | ------ | ------------------------- | ----- | ------ |
| 2003/04 | Stade Rennais FC   | Francja | Ligue 1   | 9     | 0      | –                         | –     | –      |
| 2004/05 | Stade Rennais FC   | Francja | Ligue 1   | 21    | 0      | –                         | –     | –      |
| 2005/06 | Stade Rennais FC   | Francja | Ligue 1   | 36    | 6      | Puchar UEFA               | 5     | 0      |
| 2006/07 | A.C. Milan         | Włochy  | Serie A   | 21    | 1      | Liga Mistrzów             | 8     | 1      |
| 2007/08 | A.C. Milan         | Włochy  | Serie A   | 15    | 1      | Liga Mistrzów             | 3     | 0      |
| 2008/09 | Girondins Bordeaux | Francja | Ligue 1   | 37    | 12     | Liga Mistrzów Puchar UEFA | 6 2   | 2 0    |
| 2009/10 | Girondins Bordeaux | Francja | Ligue 1   | 29    | 6      | Liga Mistrzów             | 8     | 1      |
| 2010/11 | Girondins Bordeaux | Francja | Ligue 1   | 3     | 0      | –                         | –     | –      |
| 2010/11 | Olympique Lyon     | Francja | Ligue 1   | 24    | 3      | Liga Mistrzów             | 7     | 1      |
| 2011/12 | Olympique Lyon     | Francja | Ligue 1   | 13    | 2      | Liga Mistrzów             | 0     | 0      |
| 2012/13 | Olympique Lyon     | Francja | Ligue 1   | 18    | 3      | Liga Europy               | 3     | 1      |
| 2013/14 | Olympique Lyon     | Francja | Ligue 1   | 18    | 3      | Liga Mistrzów Liga Europy | 4     | 0      |
| 2014/15 | Olympique Lyon     | Francja | Ligue 1   | 7     | 3      | Liga Europy               | 0     | 0      |
| 2015/16 | Stade Rennais FC   | Francja | Ligue 1   | 12    | 2      | –                         | –     | –      |
| 2016/17 | Stade Rennais FC   | Francja | Ligue 1   | 27    | 4      | –                         | –     | –      |
| 2017/18 | Stade Rennais FC   | Francja | Ligue 1   | 10    | 1      | –                         | –     | –      |
| 2018/19 | Dijon FCO          | Francja | Ligue 1   | 8     | 0      | –                         | –     | –      |

### Reprezentacja
| Reprezentacja | Rok     | Występy | Gole |
| ------------- | ------- | ------- | ---- |
| Francja       | 2008    | 6       | 1    |
| Francja       | 2009    | 10      | 0    |
| Francja       | 2010    | 9       | 2    |
| Francja       | 2011    | 3       | 1    |
| Francja       | 2012    | 2       | 0    |
| Francja       | 2013    | 1       | 0    |
| Ogólnie       | Ogólnie | 31      | 4    |

#### Gole w reprezentacji
| #  | Data                 | Miejsce                                         | Przeciwnik | Gol na | Rezultat | Turniej                              |
| -- | -------------------- | ----------------------------------------------- | ---------- | ------ | -------- | ------------------------------------ |
| 1. | 11 października 2008 | Stadion Farul, Konstanca, Rumunia               | Rumunia    | 2 – 2  | 2 – 2    | Eliminacje do Mistrzostw Świata 2010 |
| 2. | 9 października 2010  | Stade de France, Saint-Denis, Francja           | Rumunia    | 2 – 0  | 2 – 0    | Eliminacje do Mistrzostw Europy 2012 |
| 3. | 12 października 2010 | Stade Municipal Saint-Symphorien, Metz, Francja | Luksemburg | 2 – 0  | 2 – 0    | Eliminacje do Mistrzostw Europy 2012 |
| 4. | 25 marca 2011        | Stade Josy Barthel, Luksemburg, Luksemburg      | Luksemburg | 2 – 0  | 2 – 0    | Eliminacje do Mistrzostw Europy 2012 |

## Życie prywatne
27 lutego 2006 roku przed jedną z dyskotek w Hennebont Gourcuff pobił młodego człowieka. We wrześniu sąd w Lorient wymierzył piłkarzowi karę grzywny w wysokości 2 tysięcy €. W 2008 roku Gourcuff został wybrany Bretończykiem Roku.

## Sukcesy

### Klubowe
- Stade Rennais
  - Gambardella Cup: 2003
- A.C. Milan
  - Liga Mistrzów UEFA: 2006/2007
  - Superpuchar Europy UEFA: 2007
  - Klubowe Mistrzostwa Świata: 2007
- Girondins Bordeaux
  - Ligue 1: 2008/2009
  - Superpuchar Francji: 2008, 2009
  - Puchar Ligi Francuskiej: 2009

### Reprezentacyjne
- Francja
  - Mistrzostwa Europy U-19 w piłce nożnej: 2005

### Indywidualne
- Zawodnik roku Ligue 1: 2008/2009
- Jedenastka sezonu Ligue 1: 2008/2009
- Bramka roku Ligue 1: 2008/2009
- Francuski piłkarz roku według France Football: 2009
- Zawodnik miesiąca UNFP: marzec 2006[58], kwiecień 2009[59]